# Stämmarsund

Stämmarsund är en liten ort på Blidö i Norrtälje kommun. 
Här finns värdshus, gästhamn, vandrarhem, kajakuthyrning, biograf och turistbyrå samt en byggmarknad. Det K-märkta fartyget "Sandkilen Helmi" har även sin hemmahamn vid Stämmarsund.

## Kommunikationer
Till Stämmarsund tar man sig med SL-buss från Norrtälje eller med Blidösundsbolagets båtar M/S Sjögull och M/S Sjöbris från Stockholm. 